# Myiagra freycineti
Myiagra freycineti là một loài chim trong họ Monarchidae.